# Associazione Sportiva Siracusa 1971-1972
Questa voce raccoglie le informazioni riguardanti l'Associazione Sportiva Siracusa nelle competizioni ufficiali della stagione 1971-1972.

## Rosa
| N. |                   | Ruolo | Calciatore            |
| -- | ----------------- | ----- | --------------------- |
|    | Italia (bandiera) | D     | Mario Marino          |
|    | Italia (bandiera) | A     | Paolo Anastasio       |
|    | Italia (bandiera) | A     | Raffaele Bella        |
|    | Italia (bandiera) | C     | Giuseppe Belluomo     |
|    | Italia (bandiera) | P     | Giorgio Bissoli       |
|    | Italia (bandiera) | A     | Arturo Campagna       |
|    | Italia (bandiera) |       | Carraro               |
|    | Italia (bandiera) | D     | Francesco Conti       |
|    | Italia (bandiera) | D     | Amedeo Crippa         |
|    | Italia (bandiera) | D     | Sandro Degl'Innocenti |
|    | Italia (bandiera) | D     | Vittorio Drago        |

| N. |                   | Ruolo | Calciatore            |
| -- | ----------------- | ----- | --------------------- |
|    | Italia (bandiera) | C     | Domenico Di Matteo    |
|    | Italia (bandiera) | C     | Mario Erna            |
|    | Italia (bandiera) | P     | Vincenzo Fazzino      |
|    | Italia (bandiera) | C     | Rosario Fichera       |
|    | Italia (bandiera) | A     | Luigi Losio           |
|    | Italia (bandiera) | D     | Giuseppe Nazzi        |
|    | Italia (bandiera) |       | Paterlini             |
|    | Italia (bandiera) | P     | Luigi Reali           |
|    | Italia (bandiera) | C     | Luciano Savian        |
|    | Italia (bandiera) | C     | Sebastiano Schiavo    |
|    | Italia (bandiera) | A     | Giannantonio Sperotto |